# Длинноносая белка
Длинноносая белка (Rhinosciurus laticaudatus) — единственный вид рода Rhinosciurus из семейства беличьих. Его отличительная особенность — чрезвычайно вытянутая и заостренная морда. Мех этого животного тёмно-коричневый сверху и беловатый снизу. Волосы на хвосте серые, но с белыми кончиками. Длина теля длинноносой белки 20 см, хвост около 12 см длиной. Эта белка распространена на Малайском полуострове, островах Суматра и Борнео и некоторых более мелких островах Индонезии.

## Описание
Длина тела длинноносой белки от 19,5 до 21,5 сантиметров и длина хвоста от 11,5 до 14,0 сантиметров. Мех на спине тёмно-коричневый, а живот от белого до кремового цвета. Морда сильно вытянута. Хвост скручивается во время бега.
Длинноносая белка настолько похожа  на землеройку, что в большинстве регионов ареала им обоим дается одно и то же название. Однако длинноносые белки — это грызуны, а землеройки — отдельный, неродственный отряд.

## Oбраз жизни
Длинноносые белки — одиночные обитатели первичных и вторичных Тропических дождевых лесов. Здесь они ведут наземный образ жизни и передвигаются преимущественно по земле. Гнездо строят под корнями деревьев. В этих гнездах выращивается выводок, состоящий из одного или двух детенышей. Этот вид насекомоядный. Длинная морда и такой же длинный торчащий язык развились как адаптации к питанию, состоящему из муравьев, термитов, жуков и дождевых червей. В то время как другие белки едят животную пищу только время от времени, для длинноносых белок она стала основной. Иногда они могут есть также и фрукты. В целом, этот вид преимущественно насекомоядный.

## Cистематика
Длинноносая белка — единственный вид рода Rhinosciurus. Он был описан в 1840 году Саломоном Мюллером как Sciurus laticaudatus из западного Калимантана в Индонезии.
Внутри вида различают три подвида, включая номинальную форму:
- Rhinosciurus laticaudatus laticaudatus S. Müller, 1840: на севере, западе и юге Борнео и острова Натуна, в том числе Бугуран и Серасан
- Rhinosciurus laticaudatus alacris Thomas, 1908: на Малайском полуострове, парапатрический к Rhinosciurus l. saturatus
- Rhinosciurus laticaudatus saturatus Robinson & Kloss, 1919: на Малайском полуострове (парапатрический к Rhinosciurus l. alacris), на Суматре и на индонезийском острове Туангку[англ.].

## Угрозы и охрана
Международный союз охраны природы и природных ресурсов (МСОП) классифицирует длинноносую белку как вид, находящийся под угрозой исчезновения (NT). Хотя этот вид широко распространен и встречается на многих охраняемых территориях как в первичных, так и во вторичных лесных массивах, вырубка и потеря лесов в его ареале очень высоки, а численность популяции и её ареал сокращаются.